# IPhoneografía

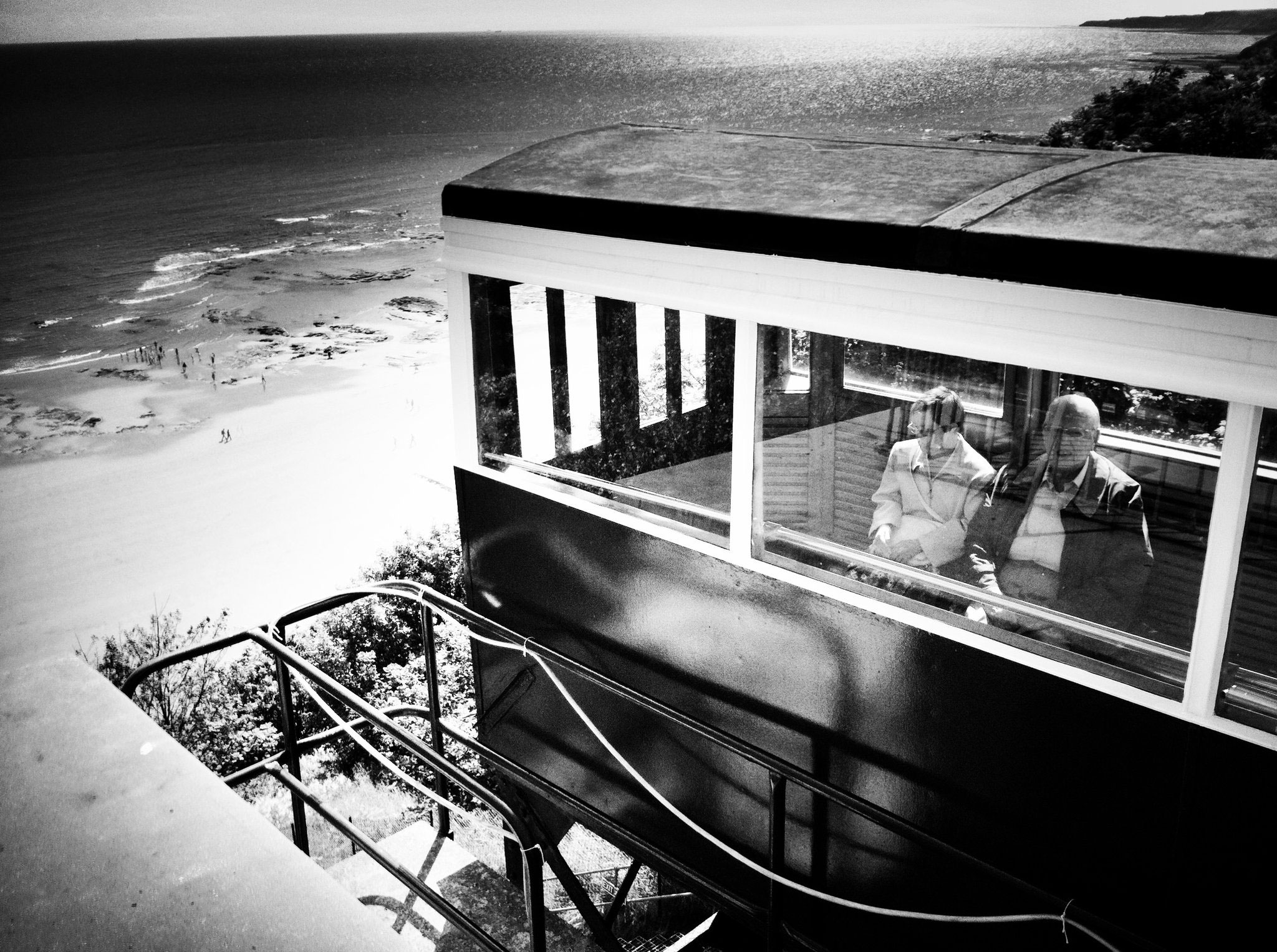
Funicular de South Cliff - un ejemplo de iPhoneografía

La iPhoneografía es el arte de fotografiar con la cámara de un iPhone de Apple. Los fotógrafos profesionales, aficionados, principiantes o incluso casuales que utilizan iPhone para tomar fotografías son llamados iPhoneógrafos. No se toma en cuenta el hecho de que los iPhoneógrafos editen sus fotografías desde su dispositivo iOS con las distintas aplicaciones que existen para ello (Instagram, Hipstamatic, Photoshop Express, Snapseed, entre otras).
La iPhoneografía evolucionó rápidamente desde su nacimiento en 2007, año en el que hizo su debut gracias a la cámara de 2 megapíxeles. Con la mejora de la calidad de las cámaras de cada iPhone (3G, 4 y 4S), más fotógrafos profesionales se han convertido en iPhoneógrafos, reconociendo así el valor que tiene la iPhoneografía para la fotografía.